# Савкино (Новосибірська область)
Савкино (рос. Савкино) — село у Баганському районі Новосибірської області Російської Федерації.
Входить до складу муніципального утворення Савкинська сільрада. Населення становить 919 осіб (2010).

## Історія
Згідно із законом від 2 червня 2004 року органом місцевого самоврядування є Савкинська сільрада.

## Населення
| 2002 | 2007 | 2010 |
| ---- | ---- | ---- |
| 959  | ↘951 | ↘919 |